# كاري تالي
كاري تالي (بالإنجليزية: Carey Talley)‏ هو لاعب كرة قدم أمريكي في مركز الدفاع، ولد في 26 أغسطس 1976 في ممفيس في الولايات المتحدة. شارك مع منتخب الولايات المتحدة تحت 17 سنة لكرة القدم. أما مع النوادي، فقد لعب مع دي.سي. يونايتد وريال سالت ليك وسبورتينغ كانساس سيتي ونادي دالاس ونادي شيفاز يو إس أي ونيويورك ريد بولز.

## وصلات خارجية
- كاري تالي على موقع الدوري الأمريكي (الإنجليزية)
- كاري تالي على موقع قاعدة بيانات كرة القدم.إي يو (الإنجليزية)